# Język mbabaram
Język mbabaram, także barbaram – wymarły język australijski, zaliczany do rodziny pama-nyungańskiej.
Język mbabaram zasłynął w kręgach lingwistycznych tym, że jego odpowiednik wyrazu „pies” (dog) brzmi łudząco podobnie do słowa angielskiego. Przypadek języka mbabaram i angielszczyzny bywa wzmiankowany jako przestroga przed pochopnym stwierdzaniem pokrewieństwa językowego, na podstawie pojedynczych zbieżności leksykalnych.